# Tortosa
|  | Per a altres significats, vegeu «Tortosa (Arieja)». |

Tortosa és una ciutat i municipi de Catalunya, capital de la comarca del Baix Ebre. Travessada pel riu Ebre, constituïx un important centre agrícola, comercial i industrial. Lo municipi està format per la ciutat de Tortosa i les localitats de Jesús, Campredó, Bítem (estes tres constituïdes en entitats municipals descentralitzades), els Reguers i Vinallop.
Tortosa és seu del bisbat de Tortosa i cap de partit judicial (fins al 1923 fou districte electoral, juntament amb Roquetes i Gandesa, i escollia 1 diputat a Corts des del 1846) i en l'actualitat hi tenen la seua seu la major part dels serveis territorials de la Generalitat de Catalunya a les Terres de l'Ebre en configurar-se aquestes com un àmbit territorial. És una ciutat rica en monuments històrics que testimonien de la seua importància per a les diferents civilitzacions que l'han cobejada i en especial per a la Corona d'Aragó. 2.049,30 hectàrees del terme municipal formen part del parc natural dels Ports, de les quals 73,01 pertanyen a la RNP de les Fagedes dels Ports.
Los principals nuclis són Bítem, Campredó, Jesús, els Reguers i Vinallop, però també n'hi ha d'altres com la Font de Quinto, Santa Rosa de Lima i la Raval del Pom. Tortosa és en l'actualitat el quart municipi més extens de Catalunya, tot i que el seu terme municipal havia superat los 500 quilòmetres quadrats al segle xix (l'any 1850 se'n segrega la localitat de Roquetes; el 1977 Deltebre, el 1978 Sant Jaume d'Enveja i Camarles i el 1983 l'Aldea).

## Geografia
- Llista de topònims de Tortosa (Orografia: muntanyes, serres, collades, indrets..; hidrografia: rius, fonts...; edificis: cases, masies, esglésies, etc).

## Història
La ciutat d'Ibera, capital del territori ibèric dels ilercavons, podria haver estat emplaçada al terme municipal de Tortosa. És molt probable que l'assentament principal estigués al turó que actualment ocupa lo Castell de la Suda. Fou Dertosa en època romana, i Turtuixa en època musulmana. L'any 945, per ordre d'Abd-ar-Rahman III es va construir una drassana tocant l'Ebre, emmurallada i amb disset torres, i el 1035 es va convertir en la capital d'un regne de taifa (el 2005 es van redescobrir los antics banys àrabs al barri de Sant Jaume).
Ramon Berenguer IV la va conquerir al governador almoràvit Al-Mudhàffar l'any 1148 i la va incorporar a la Corona d'Aragó. Durant lo Renaixement, Tortosa torna a viure una etapa de creixement econòmic que contrasta amb la pèrdua de pes de Catalunya després de 10 anys de guerra civil (1462-1472). Durant lo renaixement la ciutat se defensava amb los trasts de Tortosa i posteriorment amb la coronela de Tortosa.
Abans de la guerra dels Segadors, l'escut de la ciutat de Tortosa estava format únicament per una Torre amb una porta, dues finestres i quatre merlets, en plata. Durant la guerra dels Segadors la ciutat se va mostrar fidel a Catalunya. Lo 22 de juliol de l'any 1640, s'afusellaven los patriotes tortosins que secundaren lo crit de rebel·lió que es llançava des de Barcelona pel juny del mateix any i que foren traïts per les autoritats eclesiàstiques i les classes dirigents. Després de la guerra dels Segadors, Felip IV va afegir a l'escut de Tortosa la doble titulació de “Fidelísima et exemplaris cívitas Dertusae” i a més va coronar la torre i li va afegir unes palmes. Així començaven los intents de la monarquia d'ocultar la història real de la ciutat durant la guerra dels Segadors. Francesc Mestre i Noé, tortosí il·lustre, va defensar tota la seua vida lo veritable escut de la ciutat de Tortosa, defensa que li va valdre l'acusació de Lesa pàtria i lo tancament del seu setmanari La Veu de Tortosa. Finalment, al 1934, durant la Segona República, s'accepta i es formalitza per l'ajuntament lo veritable escut sense los títols imposats ni les palmes i la corona.
Durant la guerra de Successió Espanyola, Josep de Nebot i Font prengué Tortosa al setembre de 1705, i la ciutat va donar l'obediència a Carles III. Al juny de 1708, l'any següent de la batalla d'Almansa i l'ocupació de Lleida, les tropes victorioses de l'exèrcit borbònic posaren setge a Tortosa amb vint-i-vuit mil efectius, comandats pel duc d'Orleans. Lo comte Lescheraine dirigia la defensa, formada per uns cinc mil combatents, un miler dels quals de la milícia gremial urbana, la Coronela. Després de diverses setmanes d'atacs incessants al sector de Remolins, lo 10 de juliol de 1708 la plaça va capitular i jurà obediència a Felip V. En lo moment en què la guarnició aliada va abandonar la ciutat, los civils que s'havien significat en la defensa van ser durament represaliats per les forces borbòniques.
Durant la guerra del Francès, los francesos l'ocuparen el gener de 1811, fet que quedà gravat a l'Arc de Triomf de París conjuntament amb altres ciutats conquerides, i fou alliberada al maig de 1814. Durant lo segle xix Tortosa es va configurar com un important nucli carlista, encara que sota domini de les tropes liberals. Lo ressorgiment iniciat durant les primeres dècades del segle xx es truncà a causa de la guerra civil espanyola, quan la ciutat va quedar pràcticament destruïda pels bombardejos franquistes. La reconstrucció fou llarga i difícil.

## Demografia
| Entitat de població | Habitants (2024) |
| Tortosa             | 27.947           |
| Jesús               | 4.027            |
| Campredó            | 1.273            |
| Bítem               | 1.188            |
| els Reguers         | 634              |
| Vinallop            | 487              |
| Font: Idescat       |                  |

| 1497 f | 1515 f | 1553 f | 1717  | 1787 | 1857   | 1877   | 1887   | 1900   | 1910   |
| ------ | ------ | ------ | ----- | ---- | ------ | ------ | ------ | ------ | ------ |
| 979    | 1.154  | 988    | 5.343 | -    | 24.977 | 24.057 | 25.192 | 24.452 | 28.097 |

| 1920   | 1930   | 1940   | 1950   | 1960   | 1970   | 1981   | 1990   | 1992   | 1994   |
| ------ | ------ | ------ | ------ | ------ | ------ | ------ | ------ | ------ | ------ |
| 33.044 | 35.865 | 38.269 | 45.672 | 43.267 | 46.376 | 31.445 | 29.790 | 29.616 | 29.616 |

| 1996   | 1998   | 2000   | 2002   | 2004   | 2006   | 2008   | 2010   | 2012   | 2014   |
| ------ | ------ | ------ | ------ | ------ | ------ | ------ | ------ | ------ | ------ |
| 30.088 | 29.600 | 29.481 | 30.431 | 31.979 | 34.266 | 35.734 | 34.473 | 34.734 | 33.932 |

| 2016   | 2018   | 2020   | 2022   | 2024   | 2026 | 2028 | 2030 | 2032 | 2034 |
| ------ | ------ | ------ | ------ | ------ | ---- | ---- | ---- | ---- | ---- |
| 33.743 | 33.510 | 33.439 | 33.890 | 35.265 | -    | -    | -    | -    | -    |

## Clima
| Dades climàtiques a Tortosa 50m (1981-2010) | Dades climàtiques a Tortosa 50m (1981-2010) | Dades climàtiques a Tortosa 50m (1981-2010) | Dades climàtiques a Tortosa 50m (1981-2010) | Dades climàtiques a Tortosa 50m (1981-2010) | Dades climàtiques a Tortosa 50m (1981-2010) | Dades climàtiques a Tortosa 50m (1981-2010) | Dades climàtiques a Tortosa 50m (1981-2010) | Dades climàtiques a Tortosa 50m (1981-2010) | Dades climàtiques a Tortosa 50m (1981-2010) | Dades climàtiques a Tortosa 50m (1981-2010) | Dades climàtiques a Tortosa 50m (1981-2010) | Dades climàtiques a Tortosa 50m (1981-2010) | Dades climàtiques a Tortosa 50m (1981-2010) |
| Mes                                         | gen                                         | febr                                        | març                                        | abr                                         | maig                                        | juny                                        | jul                                         | ag                                          | set                                         | oct                                         | nov                                         | des                                         | anual                                       |
| ------------------------------------------- | ------------------------------------------- | ------------------------------------------- | ------------------------------------------- | ------------------------------------------- | ------------------------------------------- | ------------------------------------------- | ------------------------------------------- | ------------------------------------------- | ------------------------------------------- | ------------------------------------------- | ------------------------------------------- | ------------------------------------------- | ------------------------------------------- |
| Màxima rècord °C (°F)                       | 26.0 (78.8)                                 | 26.3 (79.3)                                 | 32.5 (90.5)                                 | 33.9 (93)                                   | 36.0 (96.8)                                 | 39.6 (103.3)                                | 43.0 (109.4)                                | 41.1 (106)                                  | 41.4 (106.5)                                | 34.5 (94.1)                                 | 28.2 (82.8)                                 | 25.6 (78.1)                                 | 43.0 (109.4)                                |
| Màxima mitjana °C (°F)                      | 14.6 (58.3)                                 | 16.4 (61.5)                                 | 19.5 (67.1)                                 | 21.5 (70.7)                                 | 24.9 (76.8)                                 | 29.4 (84.9)                                 | 32.2 (90)                                   | 32.3 (90.1)                                 | 28.8 (83.8)                                 | 24.0 (75.2)                                 | 18.4 (65.1)                                 | 14.9 (58.8)                                 | 23.1 (73.6)                                 |
| Mitjana diària °C (°F)                      | 10.1 (50.2)                                 | 11.2 (52.2)                                 | 13.8 (56.8)                                 | 15.8 (60.4)                                 | 19.2 (66.6)                                 | 23.4 (74.1)                                 | 26.3 (79.3)                                 | 26.5 (79.7)                                 | 23.2 (73.8)                                 | 18.8 (65.8)                                 | 13.9 (57)                                   | 10.6 (51.1)                                 | 17.7 (63.9)                                 |
| Mínima mitjana °C (°F)                      | 5.6 (42.1)                                  | 6.0 (42.8)                                  | 8.1 (46.6)                                  | 10.1 (50.2)                                 | 13.4 (56.1)                                 | 17.5 (63.5)                                 | 20.3 (68.5)                                 | 20.6 (69.1)                                 | 17.5 (63.5)                                 | 13.6 (56.5)                                 | 9.3 (48.7)                                  | 6.3 (43.3)                                  | 12.4 (54.3)                                 |
| Mínima rècord °C (°F)                       | −5.0 (23)                                   | −6.4 (20.5)                                 | −2.5 (27.5)                                 | 0.1 (32.2)                                  | 3.8 (38.8)                                  | 9.2 (48.6)                                  | 12.4 (54.3)                                 | 12.4 (54.3)                                 | 9.1 (48.4)                                  | 3.6 (38.5)                                  | −2.0 (28.4)                                 | −3.8 (25.2)                                 | −6.4 (20.5)                                 |
| Precipitació mitjana mm (polzades)          | 33 (1.3)                                    | 28 (1.1)                                    | 50 (1.97)                                   | 78 (3.07)                                   | 72 (2.83)                                   | 25 (0.98)                                   | 15 (0.59)                                   | 33 (1.3)                                    | 69 (2.72)                                   | 109 (4.29)                                  | 80 (3.15)                                   | 68 (2.68)                                   | 660 (25.98)                                 |
| Mitjana de dies de precipitació (≥ 1 mm)    | 4                                           | 4                                           | 3                                           | 5                                           | 6                                           | 3                                           | 2                                           | 3                                           | 5                                           | 6                                           | 5                                           | 4                                           | 50                                          |
| Humitat relativa mitjana (%)                | 65                                          | 63                                          | 60                                          | 59                                          | 60                                          | 58                                          | 57                                          | 60                                          | 64                                          | 68                                          | 67                                          | 67                                          | 62                                          |
| Mitjana mensual d'hores de sol              | 163                                         | 167                                         | 211                                         | 230                                         | 257                                         | 292                                         | 329                                         | 283                                         | 225                                         | 192                                         | 162                                         | 155                                         | 2.662                                       |
| Font: Agencia Estatal de Meteorología       |                                             |                                             |                                             |                                             |                                             |                                             |                                             |                                             |                                             |                                             |                                             |                                             |                                             |

## Llocs d'interès

### Castells i fortificacions
La Suda de Tortosa és una impressionant fortalesa, elevada 59 metres sobre el nivell de la mar que domina la ciutat i lo riu Ebre constituint un excepcional mirador. Avui dia forma part de la xarxa de Paradores Nacionales empresa pública propietat de l'estat espanyol.
A banda de la Suda hi ha los següents enclavaments:
- Fortí de Tenasses, segle xvii. Situat al nord de la ciutat i sense connexió amb lo seu traçat fortificat. Va ser de propietat privada fins a l'octubre de l'any 2014, quan va passar a formar part del patrimoni públic municipal.[11]
- Fortificacions del Sitjar, segle xvii. Protegeixen l'elevació on s'ubicaven los quarters de Sant Francesc, espai que ocupa l'Hospital Verge de la Cinta en l'actualitat. Aquí s'hi troben tres fortins amb una gran fossada. Lo baluard del Carme i lo fort de la Victòria connecten amb lo fortí extern del Bonet, que exhibeix en lo parament exterior un gran escut heràldic d'una gran personalitat no identificada.
- Fortins d'Orleans, segle xvii. Enfront de les fortificacions del Sitjar reben lo nom del duc d'Orleans que després d'un setge d'un mes prengué la ciutat, al juliol de 1708, per a Felip V (vegeu també Setge de Tortosa de 1708).
- Trams de muralla. Destaca la muralla de Remolins, accessible des de les avançades del castell de Sant Joan, culmina actualment en la torre del Célio. L'altra gran muralla és la del barri del Rastre (segle xiv) accessible des del Sitjar.[12]
- Torres. N'existeixen diverses al terme municipal. Dues d'elles, la dels Corder i la del Prior, reben al visitant que accedeix a la ciutat des del nord per l'Eix de l'Ebre (C-12). Una tercera és la torre de Campredó o de Font de Quinto, al sud, que complementa l'espectacular torre de la Carrova (Amposta). A l'est de camí als parcs eòlics i a l'ermita del Coll de l'Alba es localitzen Torre Gassia i més enllà la torre de Fullola.

### Catedral de Santa Maria

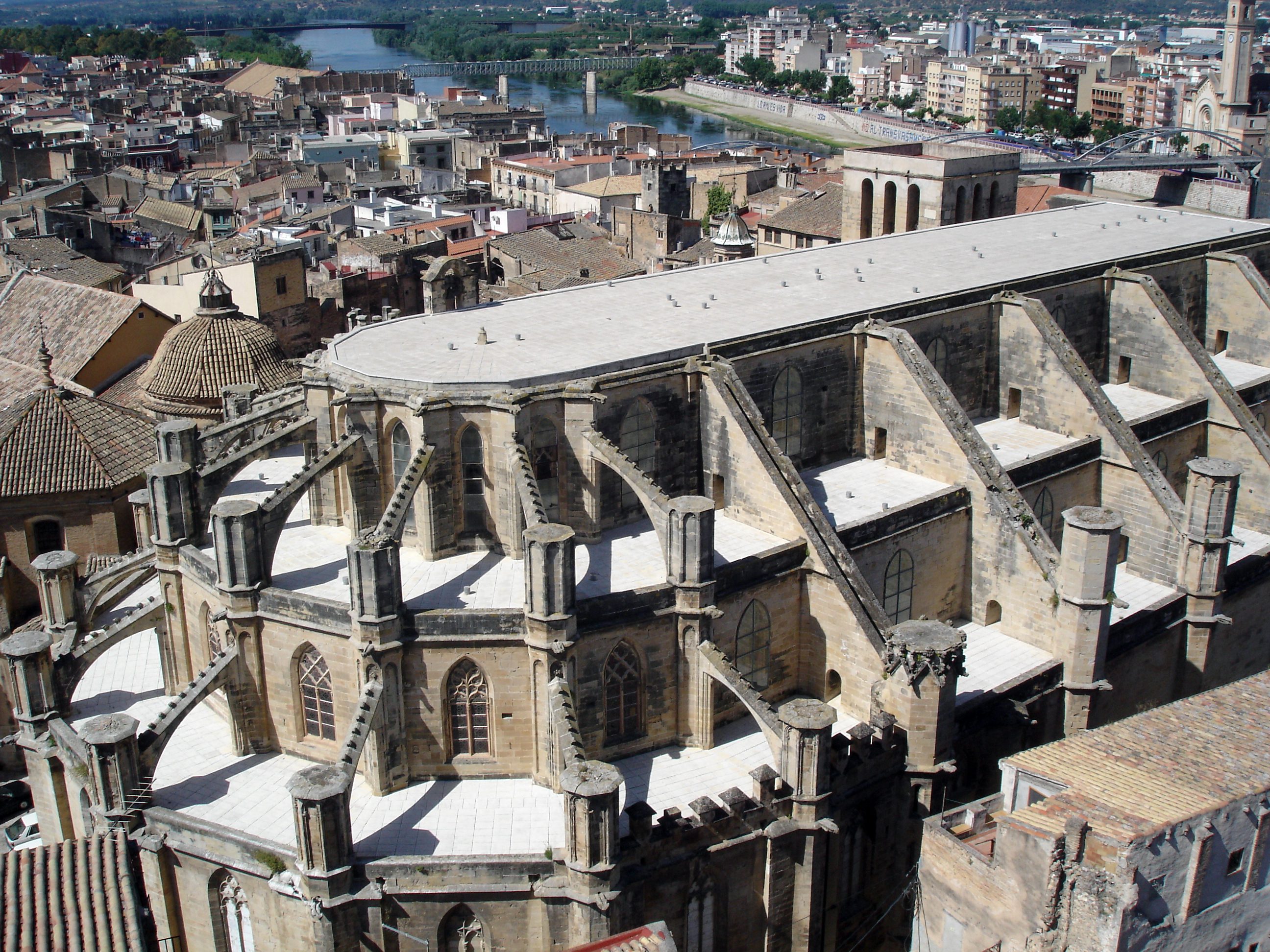
Catedral de Tortosa

La Catedral de Tortosa o de Santa Maria construcció iniciada l'any 1347 i fou consagrada l'any 1597. És un bon exponent del gòtic tardà a Catalunya.
A l'altar major es pot observar lo retaule de Santa Maria de l'Estrella (segle xiv), de fusta policromada, amb escenes del Nou Testament i de la Verge. És una obra excepcional realitzada per a la catedral romànica, que s'ha atribuït a l'argenter, arquitecte i escultor Pere Moragues, mestre major de la catedral a la dècada de 1380. De totes les seues capelles destaca la dedicada a la Mare de Déu de la Cinta, lo millor exemple d'arquitectura barroca de Catalunya, i la capella de la Mare de Déu del Roser on se troba lo sepulcre d'alabastre de Joan de Girona (c. 1500), lo més espectacular de la catedral. Dels antics retaules medievals de la catedral destaca lo que Pere Serra pintà per a la Seu tortosina; conegut com a retaule de la Mare de Déu de la Cadernera la seua taula central i la predela formen part de la col·lecció de pintura del Museu Nacional d'Art de Catalunya de Barcelona. La catedral conserva lo retaule de la Transfiguració (s. XV), obra atribuïda a l'escola de Jaume Huguet i exposada a la col·lecció museística oberta al desembre de 2007.
El claustre de la catedral presenta una forma trapezoïdal i acull una valuosa representació epigràfica als seus murs a més a més de 6 curiosos rellotges de sol. S'hi accedeix des de l'exterior, pel portal d'estil barroc anomenat Portal de l'Olivera (1705) i des de la porta de palau. Al voltant del claustre s'hi articula l'antiga canònica. Se conserva lo refectori (menjador), l'Aula Major, lo dormitori canonical i l'Aula Minor (on s'ubica l'Arxiu capitular) així com altres dependències menors. Sota lo claustre es conserva un gran refugi antiaeri construït l'any 1937.
L'Església Catedral ostenta lo títol de basílica. Al juny de 1931 fou declarada Monument Historicoartístic d'interès nacional juntament amb lo palau episcopal.

### Palau Episcopal

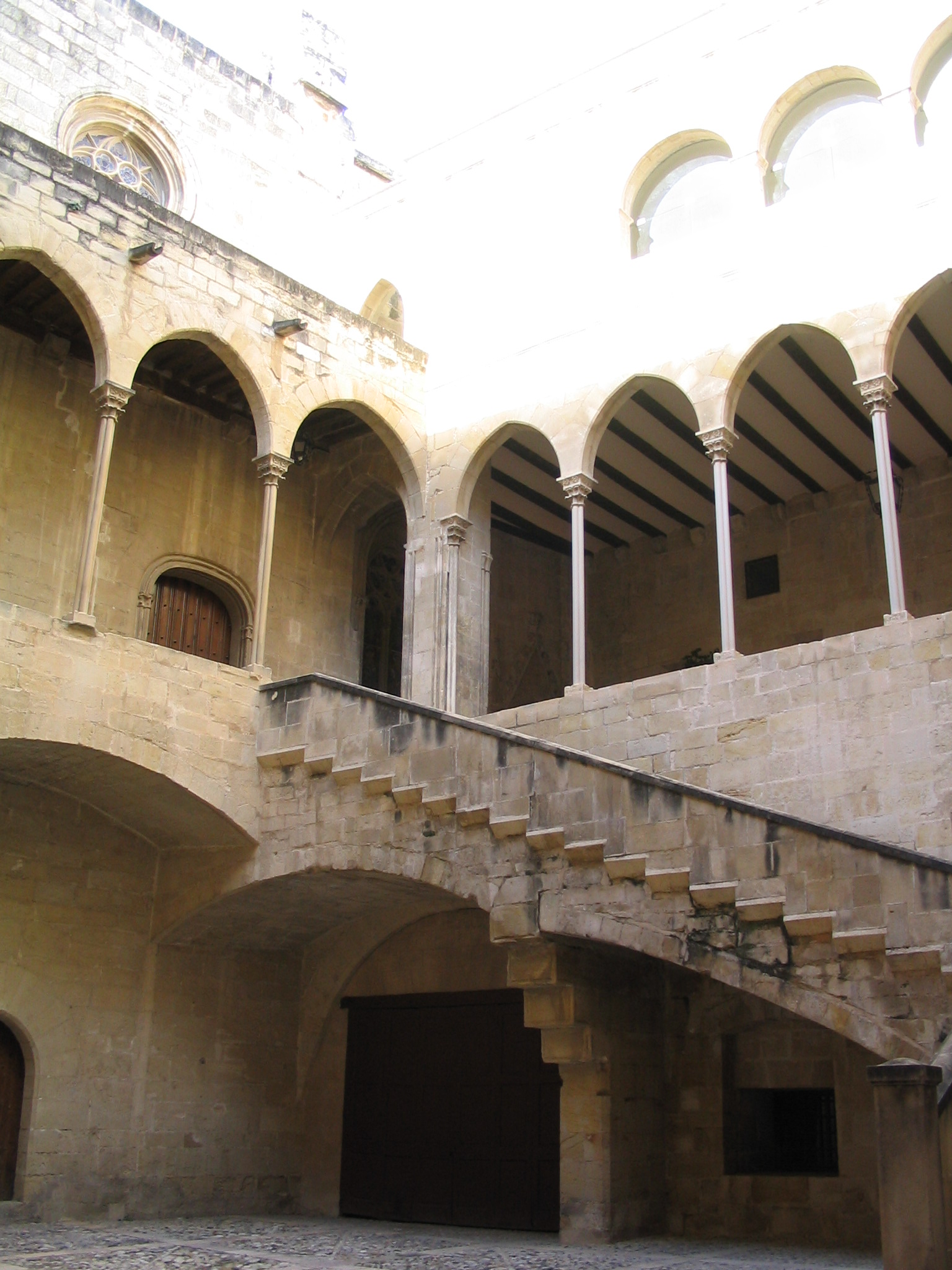
Pati gòtic del Palau Episcopal de Tortosa

Es troba enfront de la catedral. L'edifici fou construït al segle xiv tot i que ha sofert alteracions al llarg del temps com l'ampliació realitzada al segle xviii (amb un edifici adjacent) i al segle xix. Lo seu promotor principal fou lo bisbe Berenguer Prats (1316-1340). Antigament lo palau limitava amb lo mateix riu Ebre però des de la construcció dels murs de contenció de l'Ebre i de la carretera durant lo franquisme ja no és així. Malgrat los canvis i malgrat la necessitat de més actuacions de restauració continua sent lo palau episcopal més bell de Catalunya. Lo 1931 va ser declarat Monument Historicoartístic d'interès nacional.
El pati constitueix lo nucli principal de la construcció des del qual, una àmplia escala voladissa permet l'accés al primer pis on se conserven dues galeries, formades per arcs ogivals sobre esveltes columnes de fust cuadrilobulat i capitells amb decoració vegetal. En este mateix primer pis s'hi localitza la capella del Palau, l'element més destacable del conjunt, a la que s'accedeix a través d'una espaiosa sala gòtica. La façana interior de la capella presenta un imponent conjunt escultòric amb restes de la policromia original. L'interior de la capella lo complementa una magnífica volta de mitja estrella que s'aixeca sobre petites voltes raconeres. Los paral·lels més clars tant de l'arquitectura com de l'escultura del palau se troben al nord de França i, a casa nostra, al voltant dels mestres septentrionals que treballaven per al rei Jaume II. Darrerament s'ha destacat la presència de dos mestres d'esta procedència, a Tortosa i a Morella, a la segona dècada del tres-cents: Pere de Bonull i Tomàs de Sant Quintí.
Al palau s'hi troba l'Arxiu Històric Diocesà.

### Reials Col·legis

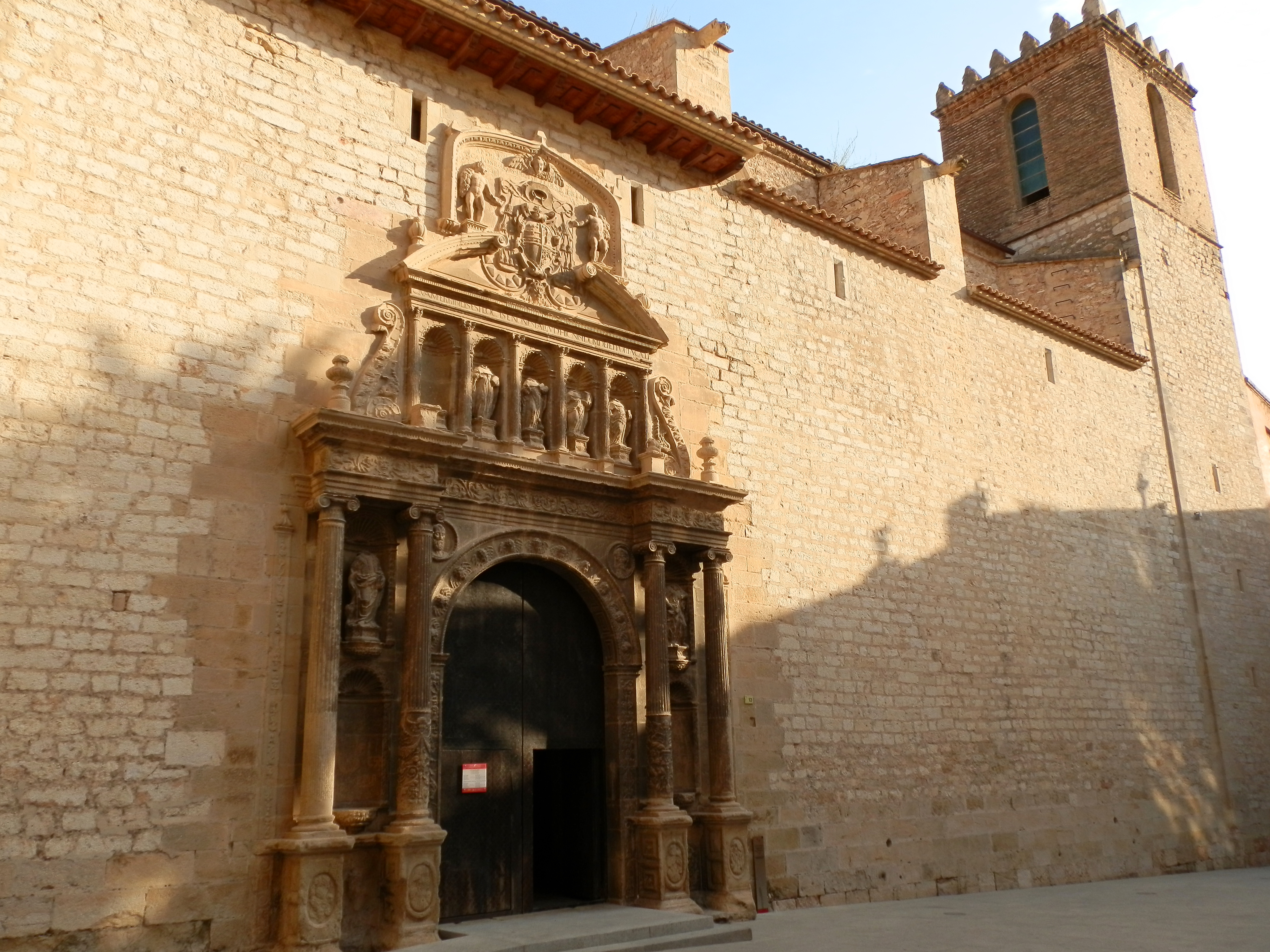
Església de Sant Doménec (Reials Col·legis).

És lo nom que reben lo conjunt de 3 edificacions de l'orde dels dominics situades al carrer de Sant Domènec:
- Col·legi de Sant Jaume i de Sant Maties. És l'edifici renaixentista més reeixit del Principat de Catalunya i compta amb un pati interior amb un espectacular fris.Cedit per l'Església a la Generalitat de Catalunya per a albergar l'arxiu històric comarcal des del 1997. Lo 1974 va ser declarat Monument Nacional.

- Col·legi de Sant Jordi i de Sant Domènec (1578). Arrasat pels bombardejos franquistes (1937-1939) només conserva la portalada renaixentista de dos cossos. Sota l'escut imperial de Felip II es pot llegir la inscripció DOMUS SAPIENTIAE, és a dir, casa de la saviesa doncs fou l'antiga universitat.

- Església de Sant Domènec. Amb portalada renaixentista i interior de cànons gòtics. Data de l'any 1585 i la seua portalada està presidida per l'escut del bisbe Izquierdo. Lo temple fou un dels béns desamortitzats lo s. XIX convertint-se en instal·lació militar.

Durant les excavacions arqueològiques (2007) del carrer de Sant Domènec van aparèixer les restes d'una muralla que alguns autors consideren d'època ibèrica (s. III aC), així com ceràmica i àmfores fenícies del s. VII aC, que constituïx lo nivell arqueològic més antic localitzat a la ciutat.

### Palaus

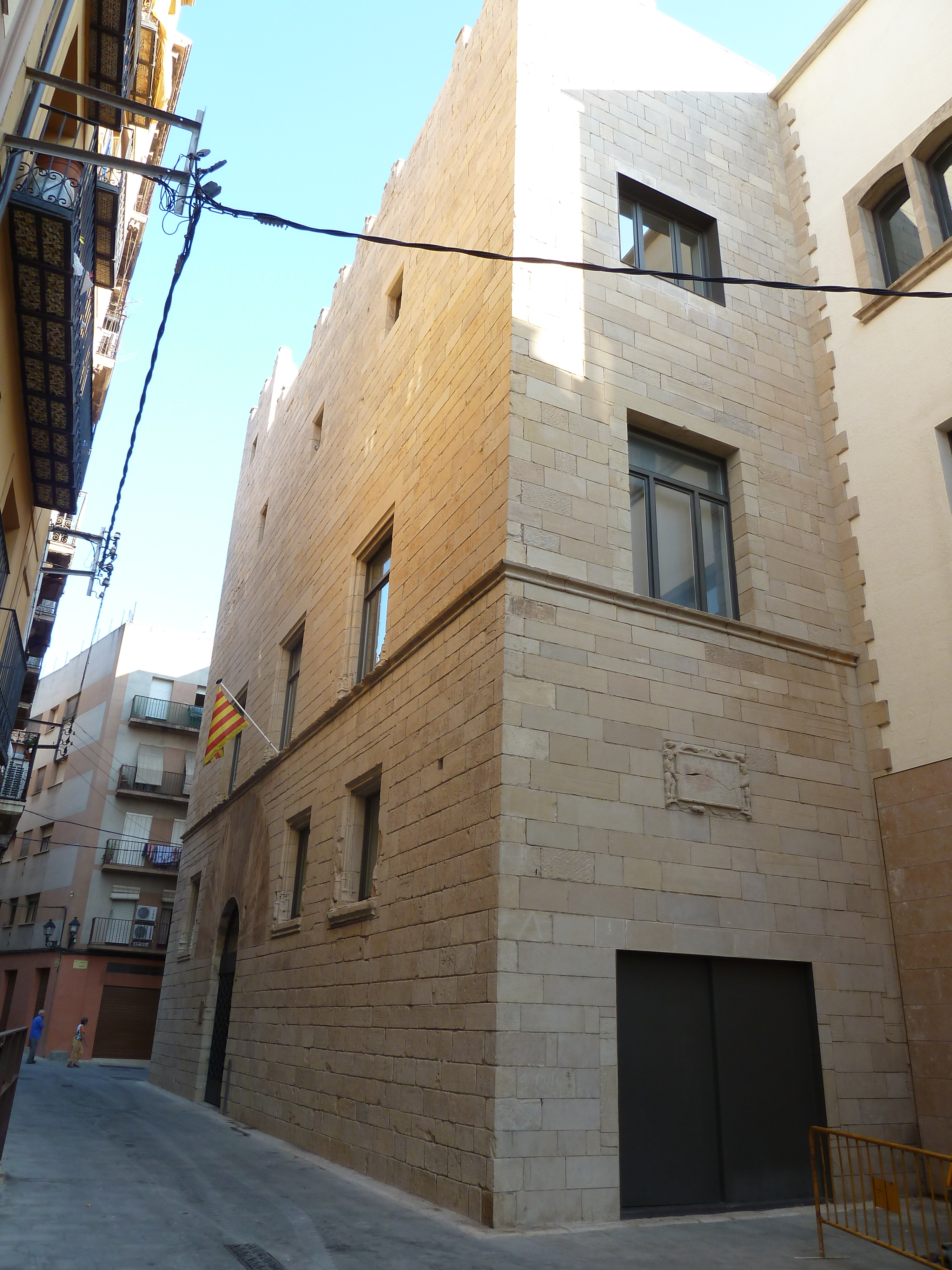
Palau dels Oliver de Boteller.

La Guerra Civil espanyola de 1936-1939 i actuacions urbanístiques desafortunades han fet desaparèixer palaus i cases nobles de la ciutat. En l'actualitat se conserven i configuren Conjunt Historicoartístic (BOE 25/03/1976) los següents:
- Palau Montagut. Situat al carrer de Santa Anna número 3-5 des del 1982 és la seu de la Comunitat de Regants del Canal de l'Esquerra. Lo seu aspecte actual és fruit de la reforma realitzada per Na Carme Nogués, vídua del segon comte de la Torre de l'Espanyol, a la fi del s. XIX (l'arquitecte August Font i Carreras firmà lo projecte).
- Palau episcopal romànic. Situat davant del palau episcopal gòtic solament conserva elements estructurals (contraforts, arcs i columnes interiors).
- Palau Despuig (després de la família dels Corder), s. XV. Ubicat al costat del palau Oriol fou restaurat parcialment entre 1952-1956. Destaca la gran escala del pati interior, la galeria gòtica i les bigues policromes dels seus sostres restaurades lo 1993.[17]
- Palau Oriol. Situat al carrer de la Rosa és l'antic palau dels Marco, després del marquès de Bellet i de Mianes i finalment de Damià d'Oriol, marquès de Santa Coloma. L'any 1969 fou adquirit per la Diputació de Tarragona que lo va restaurar entre 1971-1974. Presenta embigats policroms i un pati de cert interès.
- Palau Capmany. Situat al carrer de la Rosa fou lo palau de la comtessa de Vallcabra. Des del 1967 és propietat del Sr. José Celma Prieto. Destaca la façana encoixinada (s. XVIII), la barbacana (o ràfec) amb cassetons del seu sostre i lo pati interior.
- Casa palau Abària-Aldana. Després de la polèmica sorgida l'any 1998 respecte a la seua conservació o lo seu enderrocament l'edifici fou cedit a la Generalitat de Catalunya que lo va reobrar entre los anys 2003-2005. Situat al carrer Montcada, enfront del convent de la Puríssima Concepció (s. XVIII; exclaustrat l'any 2007), és la seu territorial del Govern de la Generalitat de Catalunya. Al seu costat, formant part d'una plaça, es troben les restes de l'antiga església dels Dolors destruïda durant la guerra civil espanyola. Al mateix carrer es troben encara avui altres cases nobles com lo número 9 i lo número 18 que fou palau del marquès d'Alós (anteriorment palau dels Miravall).
- Palau Oliver de Boteller (o Casa Villòria), s. XV. Declarat Bé d'Interès Cultural, és la seu territorial del Departament de Cultura de la Generalitat de Catalunya. La seua façana fou traslladada pedra a pedra des del seu emplaçament original enfront del riu Ebre (uns 150 metres al sud). En un dels angles se va instal·lar (encara que parcialment) una antiga font gòtica monumental del segle xv que fins al 1879 estigué situada en l'actual plaça d'Agustí Querol. Entre los anys 2008 i 2010 va ser àmpliament remodelat.

### El Convent de Santa Clara
És un dels convents més antics de la ciutat, ja que fou fundat al segle xiii. Està situat al barri del mateix nom limitant a la vegada amb la muralla medieval del barri del Rastre (primer eixample de la ciutat-plaça forta). Lo convent de clausura va patir danys molt greus durant la guerra civil espanyola.
Té un claustre d'estil gòtic, del qual sols se conserven dues ales, la nord i l'oest, amb arcs lobulats i trilobulats. Los fusts estaven molt malmesos i la majoria foren substituïts en la restauració feta entre 1997-1998. De l'església, que havia estat dels templers, només es conserven les cinc arcades d'arc apuntat ben visibles des del mirador que constituïx lo castell de Sant Joan.

### Llotja medieval

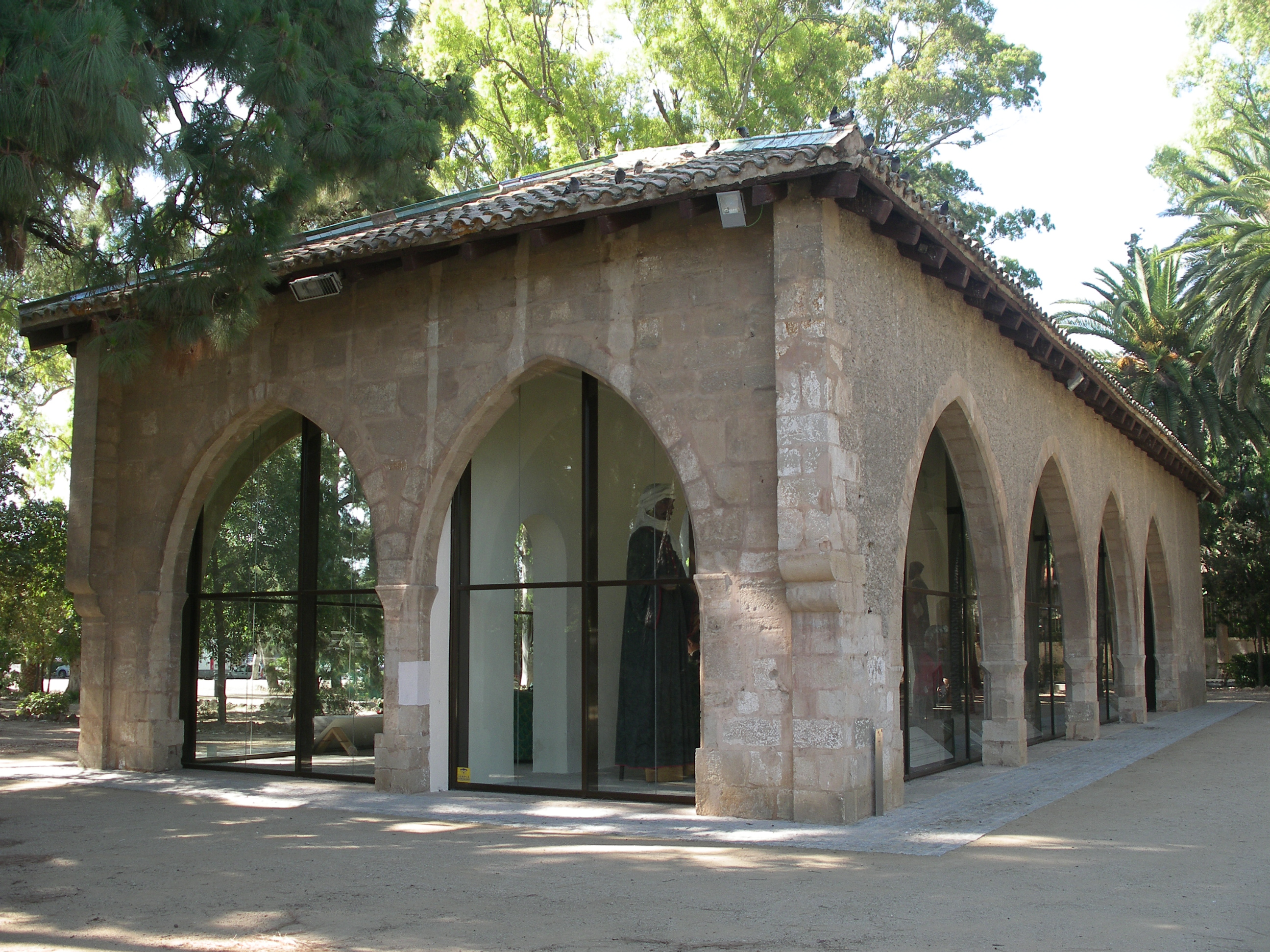
Porxada del blat de la Llotja de Tortosa

De l'antic recinte únicament es conserva la porxada del blat (segle xiv), que servia per eixugar els blats que baixaven riu avall. L'any 1933 fou traslladada des de la seua ubicació original al parc municipal Teodor González, on se troba encara avui dia. Malgrat no tenir l'espectacularitat monumental de les llotges de Mallorca o València és la més antiga de les conservades en l'antic territori de la Corona d'Aragó. Va construir-la un arquitecte tortosí anomenat Arnau Marco. Des del març de 2010 la llotja s'usa com espai d'exposició de les cucaferes i dels gegants, nans i bestiari de la ciutat.

### Edificis modernistes, historicistes i eclèctics
La varietat de les edificacions ofereix un ampli i interessant panorama especialment apte per als amants de la història de l'arquitectura. Entre altres se poden trobar:
- Escorxador Públic. Emplaçat al barri de Sant Jaume, obra de Pau Monguió Segura projectada l'any 1905 i construïda entre 1906 i 1908.
- Passatge Franquet, de l'any 1877.
- Mercat Municipal, 1886-1887. Obra dels arquitectes Joan Torras i Guardiola i Joan Abril. Amb 2.650 metres quadrats és un dels mercats més imponents de Catalunya, a l'alçada dels grans mercats de Barcelona.
- Casa Pilar Fontanet (popularment casa Grego), 1909-1910. Al costat del portal dels Romeus (portal interior de la ciutat) i davant de la porta de l'Olivera, a la plaça de la Cinta.
- Temple de la Reparació. Obra de Joan Abril i Guanyabens, inaugurada l'any 1903. Situada al carrer de la Mercè, ressalta la seua cúpula de colors ben visibles des de diversos llocs de la ciutat.
- Casa Ricard Climent. Situat enfront del palau Abària, al carrer Montcada. Ressalta la seua façana esgrafiada i lo seu mirador de diversos pisos.
- Casa López Vergés, o Casa Ramona Sechí. Situada a la plaça Agustí Querol número 4. Al seu costat es pot veure una antiga farmàcia.
- Magatzems J. Benet Piñana. Situats a l'avinguda de la Generalitat 105, molt prop del pont de l'Estat.
- Hotel Siboni. Al carrer de l'Àngel número 6, antic hotel està ocupat per oficines. Destaca com en la majoria de casos la seua façana.
- Casa José Bau Vergés. Situada al carrer Berenguer IV número 26, és una mostra de la prosperitat dels comerciants d'oli.
- Casa Facundo Segarra (o casa Matheu).
- Casa Salvador Brunet Sala. Situada al carrer Cervantes és la seu de la Cambra Oficial de Comerç, Indústria i Navegació de Tortosa.
- Villa Mercedes (popularment Casa de les Torretes). Construïda al carrer Cervantes. Les reformes patides al llarg del temps han fet perdre les cúpules còniques de les seues dues torrasses i lo seu jardí convertit en establiment comercial.
- Casa Bernardo Grego. Situada al carrer República Argentina.
- Clínica Sabaté, 1914. Situada a la plaça Alfons XII, és un exemple historicista poc freqüent reflectit en la temàtica egípcia.
- Casa Piñana, 1923. Situada a l'avinguda Generalitat número 105 enfront del parc Teodor González. És una construcció de la segona etapa de l'arquitecte Pau Monguió a la ciutat.
- Casa xalet Pallarés (Vil·la Alícia), 1906. Eclipsada per construccions modernes destaca pels colors de la seua façana i de la seua torrassa. Restaurada l'any 2005 és la seu d'una empresa de construcció. Lo seu arquitecte fou Pau Monguió.
- Casa Manuel Camós. Situada a la rambla de Catalunya, al barri de Ferreries, és obra de Pau Monguió Segura (1904).
- Casa doctor Antoni Llorca. Situada al passeig de l'Ebre xamfrà amb la rambla de Catalunya, a Ferreries, enfront del riu Ebre.

Cal destacar també alguns importants edificis de la postguerra civil, com ara lo cinema Fèmina, lo cine Niza, la clínica Lluch, les Galeries Franquet, la casa Borràs o la casa Algueró, de José María Franquet Martínez.

### Parc Teodor González
Dedicat al polític tortosí Teodor Gonzàlez, és la zona verda més emblemàtica de la ciutat i ha estat ben bé fins a la fi del segle xx l'únic parc urbà fins a la construcció del parc riberenc dels barris de Sant Jaume-Remolins (parc de la Fira). Tot i això encara avui és la zona verda de referència de Tortosa.
Conegut inicialment amb lo nom de passeig del Temple lo parc municipal és lo parc de l'eixample i de l'expansió urbana de la ciutat al s. XIX. S'hi pot trobar un passeig central de plataners d'índies de grans dimensions, palmeres datileres, palmeres xilenes, magnòlies grandiflora, pins, plataners, algun cedre, algunes carrasques, etc. Des del 1933 s'hi localitza lo porxo del blat o llotja (segle xiv) traslladat des del seu emplaçament original. Lo 1968 s'hi va instal·lar una locomotora de vapor de l'antic tren del Carrilet que entre 1926 i 1967 unia Tortosa amb lo delta de l'Ebre.

## Museus i arxius històrics

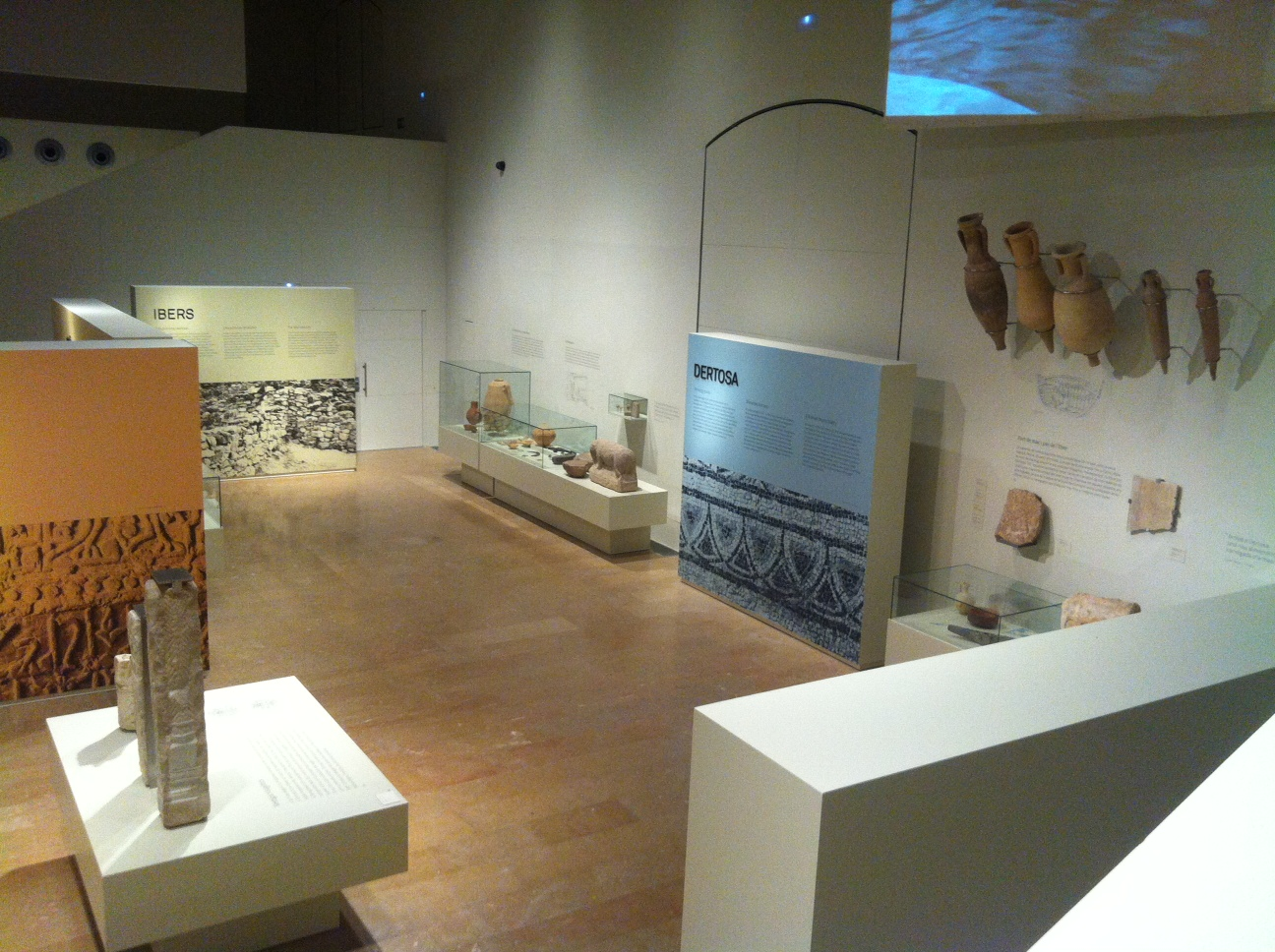
Exposició permanent del Museu de Tortosa, vista general

El setembre de 2012 va obrir al públic lo Museu de Tortosa on s'exposa una mostra del fons museístic de l'Ajuntament de Tortosa que supera los 5.000 registres (arqueologia, belles arts, etc.). Des de desembre de 2007 la Catedral compta amb una col·lecció museogràfica oberta on s'exposen bona part dels seus importants fons artístics. La notable tradició arxivística de la ciutat s'ha traduït en l'existència de diferents arxius històrics dels quals cal diferenciar-ne tres:
- Arxiu Comarcal del Baix Ebre (ACBEB). Situat al Col·legi de Sant Jaume i de Sant Maties (un dels edificis renaixentistes del conjunt dels Reials Col·legis) al carrer de sant Domènec. Lo nucli dels seus fons està format per l'arxiu històric de la ciutat de Tortosa (arxiu fotogràfic, hemeroteca, fons històric i biblioteca).
- Arxiu Capitular de Tortosa (ACT). Situat en les dependències annexes de la Catedral de Santa Maria de Tortosa. Reuneix una important col·lecció de còdexs medievals, pergamins i alguns incunables.
- Arxiu Històric Diocesà (AHDTo) Situat al palau episcopal, enfront de la catedral.

Cal destacar a més a més lo parc d'escultures "Jardins del Príncep" inaugurats l'any 1991. És una mostra d'escultures a l'aire lliure de Santiago situada en lo bell marc dels antics jardins del balneari de Manel Porcar al barri de Remolins (call jueu) i als peus de les muralles del castell de Sant Joan (o de la Suda). Des de l'abril de 2011 la ciutat ha obert l'antiga església de Sant Antoni, al carrer Montcada, on s'exposen 10 passos de Setmana Santa.

## Biblioteques públiques

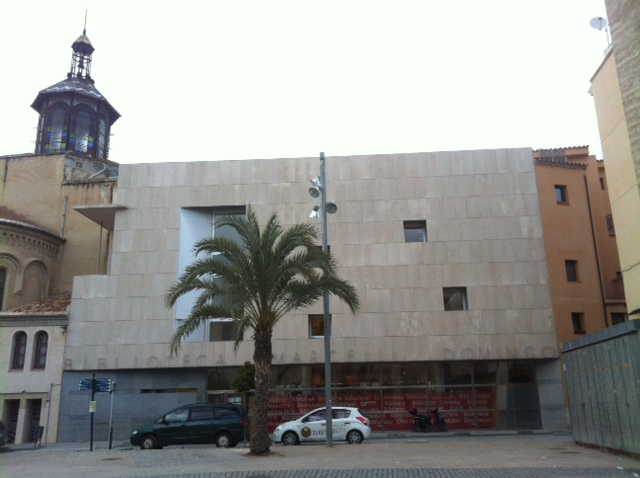
Esta biblioteca fou inaugurada el 2006

La Biblioteca Marcel·lí Domingo, de titularitat municipal, fou inaugurada lo 20 de juliol de 2006 i és lo resultat de la fusió de les dues biblioteques que hi havia a la ciutat: la Biblioteca Popular i la Biblioteca Oliver de Boteller. Situada en un edifici de nova construcció, dissenyat per l'arquitecte Ramon Valls, se tracta d'una obra avantguardista de tres plantes que sumen 1.600m2.

## Fires i festes

### Fires
ExpoEbre és la fira multisectorial més rellevant del sud de Catalunya. Des de l'any 2007 (63a edició) ha passat a celebrar-se en lo recinte existent al barri de Remolins on disposa d'un pavelló multifuncional dissenyat per l'arquitecte argentí Mario Corea amb 5000 metres quadrats coberts. Los anys 2020 i 2021 degut a la pandèmica del Covid-19 es va decidir de suspendre.

### Festes

Tortosa, l'esplendor d'una ciutat al segle XVI

La Festa del Renaixement se celebra des del 1996 i ostenta lo reconeixement d'haver estat declarada Festa d'Interès Turístic Nacional i Festa d'Interès Turístic de Catalunya. Desenes d'actors i espectacles, centenars de ciutadans i comerciants vestits d'època i les tavernes de la Ruta de la Saboga omplen los carrers del nucli antic de festa, música, alegria i color durant 4 dies de la segona quinzena de juliol. Amb lo subtítol L'esplendor d'una ciutat al segle XVI, la Festa rememora, a través d'una àmplia oferta d'activitats de tipus lúdic i cultural, lo període històric del segle xvi, un dels moments més interessants de l'existència de la ciutat. Se representa en tota la seua esplendor la desfilada i parada d'Armes en honor de les banderes de la Vegueria de Tortosa i de la ciutat, en la qual participen: lo govern de la ciutat, les milícies de defensa, los representants dels barris i dels oficis, los comerciants i mercaders, la ciutadania, i los comediants arribats de totes bandes per a la celebració.
Per altra banda la Festa Major de Tortosa se celebra pel dia de la Mare de Déu de la Cinta, patrona de la ciutat des de 1863. Les festes són lo primer diumenge de setembre. La Festa Major comença lo dia abans i s'allarguen tota la setmana. Les copatrones, des del segle xiv, són les santes Còrdula i Càndida de Colònia, amb festivitat lo 22 d'octubre.

## Esports
El Club Deportiu Tortosa és el primer club de futbol de la ciutat de Tortosa, fundat a l'abril de 1909. El seu camp és l'estadi municipal Josep Otero de Tortosa, situat al barri de Ferreries.
El Moto Club Tortosa és una entitat esportiva catalana dedicada al motociclisme que fou fundada a Tortosa, Baix Ebre, el 1967. També hi ha el Moto Club Tot Motor els Reguers, que organitza la Lliga Catalana de motocròs.
El 1974 es va crear el Club Natació Tortosa, que el 2017 comptava amb un centenar de nedadors i organitzava competicions escolars.
El Centre d'Esports Tortosa és el club d'handbol de la ciutat, que disputa els seus partits al Pavelló Ferreries de Tortosa.

## Personatges il·lustres
Categoria principal: Tortosins
- Abu-Bakr at-Turtuixí (Tortosa, 1059 - Alexandria, 1126), estudiós andalusí del dret malikita, la sunna i l'aritmètica.
- Cristòfor Despuig (1508 - 1574): escriptor i humanista. Va fer servir lo català mentre la majoria de contemporanis escrivien en llengua castellana o llatina.
- Francesc Vicent Garcia: conegut com lo "Rector de Vallfogona".
- Pere d'Alberní i Teixidor (1747 - 1802): soldat i conqueridor del Virregnat de Nova Espanya i dels territoris nord occidentals nord-americans i governador interí de les Califòrnies.
- Ramon Cabrera i Grinyó (Tortosa, 1806 - Wentworth, 1877): General carlista conegut com lo "tigre del Maestrat".
- Antoni Rius (Tortosa, 1814): Professor, organista i compositor.
- Jaume Tió i Noè (Tortosa, 1816 - Barcelona, 1844). Advocat, periodista i escriptor romàntic.
- Manel Domingo i Sol (1836 - 1909), Sacerdot, fundador dels Sacerdots Operaris Diocesans del Cor de Jesús, declarat Sant Apòstol de les Vocacions per Pau VI.
- Felip Pedrell Sabaté (Tortosa, 1841 - Barcelona, 1922): Compositor i musicòleg.
- Antoni Casanova Estorach (Tortosa, 1847 - París, 1896): Pintor.
- Albert Bosch i Fustegueras (Tortosa, 1848 - Madrid, 1900): Enginyer i politic. Ministre de Foment i alcalde de Madrid.
- Jaume Ferran i Clua (Corbera d'Ebre, 1851 - Barcelona, 1929): Metge.
- Francesc Gimeno Arasa (Tortosa, 1858 - Barcelona, 1927): Pintor.
- Agustín Querol Subirats (Tortosa, 1860 - Madrid, 1909): Escultor.
- Josep Maria Marquès i García (Tortosa, 1861 - Barcelona, 1938): Pintor.
- Víctor Beltri i Roqueta (Tortosa, 1862 - Cartagena, 1935): Arquitecte.
- Francesc Mestre i Noè (Tortosa, 1866-1940). Escriptor, polític catalanista, membre de la Renaixença, arqueòleg, historiador, lingüista, periodista, llibreter i crític d'art.
- Enriqueta Ferrús i Ribes. (Vinebre, 1868 - Tortosa, 1922): Llibretera, periodista, emprenedora i científica ebrenca, membre de la Renaixença i pionera del feminisme catalanista ebrenc.
- Marcel·lí Domingo i Sanjuan (Tarragona, 1884 - Tolosa de Llenguadoc, 1939): Polític, periodista i mestre.
- Rafael Vidiella i Franch (Tortosa, 1890 - Barcelona 1982): Polític.
- José María Franquet Martínez (Tortosa, 1910 - 1984): Arquitecte.
- Josep Subirats Piñana (Tortosa, 1920 - Barcelona, 2017): Polític.
- Josep Benet i Espuny (Tortosa, 1920 - 2010): Pintor.
- Ricard Salvat i Ferré (Tortosa, 1934 - Barcelona, 2009): dramaturg i director teatral.
- Manuel Pérez Bonfill (Tortosa, 1926 - Tortosa, 2018): Professor i activista intel·lectual, Creu de Sant Jordi.
- Gerard Vergés i Príncep (Tortosa, 1931 - 2014): Escriptor i farmacèutic, Creu de Sant Jordi.
- Jesús Massip i Fonollosa (Roquetes, 1927 - Tortosa, 2021): Arxiver, historiador i poeta, Creu de Sant Jordi.
- Zoraida Burgos i Matheu (Tortosa, 1933): Escriptora i bibliotecària, Creu de Sant Jordi.
- Pere Ponce Alifonso (Tortosa, 1964): Actor.

## Ciutats agermanades
Tortosa manté una relació d'agermanament amb les següents ciutats:
- Avinyó, Occitània (4 de setembre de 1967)
- Alcanyís, Aragó (8 de juny de 1972)
- Vercelli, Piemont (1 de maig de 2004)
- Lo Puèi de Velai, Occitània (24 de juliol de 2005)
- Tartous, Síria (18 de novembre de 2006)